# James Crawford (Basketballspieler)
James Crawford (* 13. April 1960 in Lower Peach Tree) ist ein ehemaliger US-amerikanischer Basketballspieler.

## Werdegang
Crawford spielte in seinem Heimatland für die Schulmannschaft der Pine Hill High School im US-Bundesstaat Alabama. Auf Hochschulebene gehörte er der Mannschaft der Livingston University (später in University of West Alabama umbenannt), dann des Cumberland College (später in University of the Cumberlands umbenannt) an. 1980 wurde er als Spieler des Jahres der Kentucky Intercollegiate Athletic Conference (KIAC) ausgezeichnet.
Als Berufsbasketballspieler war Crawford zwischen 1982 und 1999 beschäftigt. 2003 kehrte er für ein Spiel auf das Basketballfeld zurück. Crawford erhielt den Spitznamen „Alabama Slamma“. In der National Basketball League bestritt er insgesamt 504 Spiele, in denen er im Schnitt 22,1 Punkte, 9,5 Rebounds und 1,5 geblockte gegnerische Würfe erzielte. Mit den Perth Wildcats wurde er 1990, 1991 und 1995 Meister der NBL. Der für seine sprungkräftige und unterhaltsame Spielweise bekannte Crawford gilt als einer der besten Spieler in der Geschichte der Liga. 2013 wurde der US-Amerikaner in die Ruhmeshalle des australischen Basketballverbands aufgenommen.